# Caluga o menta
Caluga o menta es una película chilena dirigida por Gonzalo Justiniano. Estrenada en 1990, a pocos meses del fin de la dictadura militar, Caluga o menta es considerada un símbolo de la situación social de la época de la transición a la democracia.
En 1991 se convirtió en la primera película chilena en ser nominada al Premio Goya en la categoría de mejor película iberoamericana.

## Trama
La película retrata con precisión y crudeza la vida de un grupo de jóvenes de los barrios marginales de Santiago. Niki y sus amigos están desempleados, no tienen nada que hacer y rápidamente se encuentran en el mundo de las drogas y la ilegalidad. En una de sus andanzas conoce a su amor, la "loca" Manuela.

## Reparto
- Mauricio Vega como "El Niki".
- Patricia Rivadeneira como "La Loca" Manuela.
- Aldo Parodi como Nacho.
- Myriam Palacios como Madre de "El Niki".
- Luis Alarcón como Javier.
- Luis Cornejo como  Mecánico.
- Rodrigo Gijón como  "El Rorro"
- Cecilia Godoy como La Negra.
- David Olguiser como "El ql Olguiser"
- Mauricio Pesutic como Dealer.
- Remigio Remedy como Gustavo "Yuppie".
- Jorge Gajardo como Jefe taller.
- Ernesto Malbrán como Camionero.
- Pablo Striano como Interrogador.
- María José Parada como Hermana Niki.
- Max Corvalán como Cuñado Niki.
- Alejandra Fosalba como Joven de la fiesta.
- Mireya Véliz como Anciana.
- Mireya Moreno como Vendedora.
- Naldy Hernández